# 인세이 (일본사)
인세이(일본어: 院政 いんせい[*])는 즉위한 일본 천황의 직계존속인 상황(上皇) 또는 상황이자 승려로 출가한 법황이 천황을 대신하여 정무를 행하는 형태의 정치다. 이들 상황(법황)은 보통 인(院)이라고 부르는 곳에 있었기에 '인에서 다스린다'라는 뜻의 '인세이' 표현이 등장하게 되었다.
인세이라는 말 자체는 에도 시대의 라이 산요(賴山陽)가 《일본외사》(日本外史)에 이러한 정치 형태를 '세이사죠코(政左上皇)'로서 '원정(院政)'을 행했다고 표현하였고, 메이지 시대에 편찬된 《국사안》(國史眼)에 이를 참고하여 원정이라고 표현하기 시작하면서부터 널리 알려지게 되었다고 한다. 
인세이를 행하는 상황은 치천의 군이라고 불렸다(다만 '치천의 군'이란 실권을 가지고 정무를 행하는 군주를 가리키는 용어이지 인세이를 행하는 상황에게만 한정되지는 않으며, 현직인 천황이 치천의 군으로서 정무를 맡는 '친정'도 있었다).
일본에서 정계나 재계에서 현직이 아닌 전직 수장이 현직 수장을 제외하고 실권을 쥐고 있는 정치 조직 및 기업의 체제를 비유하여 인세이라고 부르기도 한다.

## 개요

### 등장 전사(前史)
임금이 아직 정치를 돌볼 여력이 있는 시점에서 정계에서 물러나 다음 임금이 된 어린 아들(또는 손자)의 후견인이 되는 형태의 정치는 이미 고대 중국이나 한국에서도 그 사례를 찾아 볼 수 있다. '전왕이 후왕의 정치를 후견한다'는 개념에서 인세이의 뼈대는 이미 지토 천황(持統天皇) · 겐메이 천황(元明天皇) · 쇼무 천황(聖武天皇) 등의 사례에서 볼 수 있는데, 그 무렵에는 아직 일본의 왕위 계승이 안정되지 못했으므로, 천황이 '양위'라는 의사 표시를 통해 자신이 후사로 세우고 싶은 태자에게 왕위를 잇게 하고자 선택한 방법으로 보인다.
일본에서 대왕(오키미)이 양위한 최초의 사례는 대왕(오키미) 고쿄쿠(大王皇極)로(그 전까지 왕위는 이른바 '종신제'로서 대왕의 죽음에 따라서만 행해졌다) 헤이안 시대에 들어서는 사가 천황(嵯峨天皇)이나 우다 천황(宇多天皇), 엔유 천황(円融天皇) 등이 '양위'를 행했다. 이렇게 양위를 행한 천황은 퇴위한 뒤에도 '왕가의 최고 웃어른'으로서 어린 천황을 서포트한다는 형태로 국정에 관여하기도 했다(상왕은 정치에 간여하는 것이 원칙적으로 금지되어 있지만, 고대 일본의 율령은 양위한 천황, 즉 상황을 천황과 동등한 권한을 행사할 수 있도록 허용하고 있었으므로, 이러한 변칙적인 형태마저도 '제도'라는 이름으로 허용되었다). 때문에 인세이라는 정치 형태가 흔히 알려진 것보다 더 오래 전부터 이미 등장했다고 보는 견해가 가마쿠라 시대 이후부터 존재했다. 하지만 당시까지는 이러한 상태를 유지하기 위한 정치적인 조직이나 재정적·군사적 뒷받침이 부족했던 데다 헤이안 중기 이후로는 천황이 어린 나이에 단명하는 경우가 많아, 천황의 아버지이자 왕가의 최고 '웃어른'으로서 지도력을 발휘할 젊음과 건강을 제대로 유지한 상황이 존재할 수 없었다. 따라서 부계인 왕가의 힘이 쇠약해진 대신 모계 즉 황후의 아버지로서 왕가의 외척인 후지와라 북가(藤原北家, 후지와라 북가의 적통은 후의 섭가로 불림)가 '천황의 외할아버지'로서 천황의 직무와 권리를 대리하고 대행하는 형태의 셋칸 정치가 융성할 수 있었던 것이다.
이러한 상황에 변화가 생긴 것이 11세기 중엽 고산조 천황(後三条天皇)이 즉위하면서부터였다. 헤이안 시대를 통틀어 가장 큰 정치 과제는 왕위 계승의 안정이었고, 그것을 위해서는 왕위를 이어 받기 위한 왕통이 하나로 단일화되지 않으면 안 될 필요성이 요구되었다. 이치조 천황(一条天皇) 이래 일본 왕실은 (산조 천황을 제외하면) 모두 이치조 천황과 그 아들 사이에서 계승되었는데, 이치조 천황의 손자로서 고산조 천황이 즉위한 시점에서 왕통을 통일하여 이치조 천황 계통으로 단일화한다는 흐름 속에서 지랴쿠(治曆) 4년(1068년) 즉위한 고산조 천황은 우다 천황 이래 후지와라 북가를 외척으로 두지 않은 170년 만의 임금으로, 이것은 ‘임금의 외척’이라는 지위에 기대어 이루어져온 셋칸의 정치력을 뿌리부터 뒤흔들었다.
일본에서 고산조 천황 이전에도 왕권의 확립과 율령제의 부활을 꾀하며 이른바 '신정'(新政)이라는 이름으로 일련의 개혁 정책을 제시하고 추진한 임금은 많이 있었고, 더욱이 고산조 천황의 경우 외척에게 구애받을 필요가 없다는 강점까지 더해져서 이를 바탕으로 엔규(延久)의 장원 정리령(1069년) 같은 보다 적극적인 개혁 정책을 펼쳐나갔다. 고산조 천황은 재위 4년만인 엔규 4년(1072년)에 제1황자 사다히토 친왕(훗날의 시라카와 천황)에게 양위한 직후 당뇨병으로 사망했는데, 고산조 천황이 사다히토 친왕의 뒤에서 인세이라 불리게 될 그것과 같은 '상왕정치'를 행하려는 의도를 가지고 있었다는 견해가 이미 가마쿠라 시대 이후의 《구칸쇼》나 《신황정통기》에서 제기되고는 있지만, 현대에는 이것이 인세이 자체보다는 고산조 천황 자신의 왕권 강화를 통한 셋칸 정치로의 회귀를 저지하고, 왕위 결정권을 장악하는 정도에 그쳤다고 보는 반론도 제시되고 있다.

### 시라카와 천황과 인세이의 시작

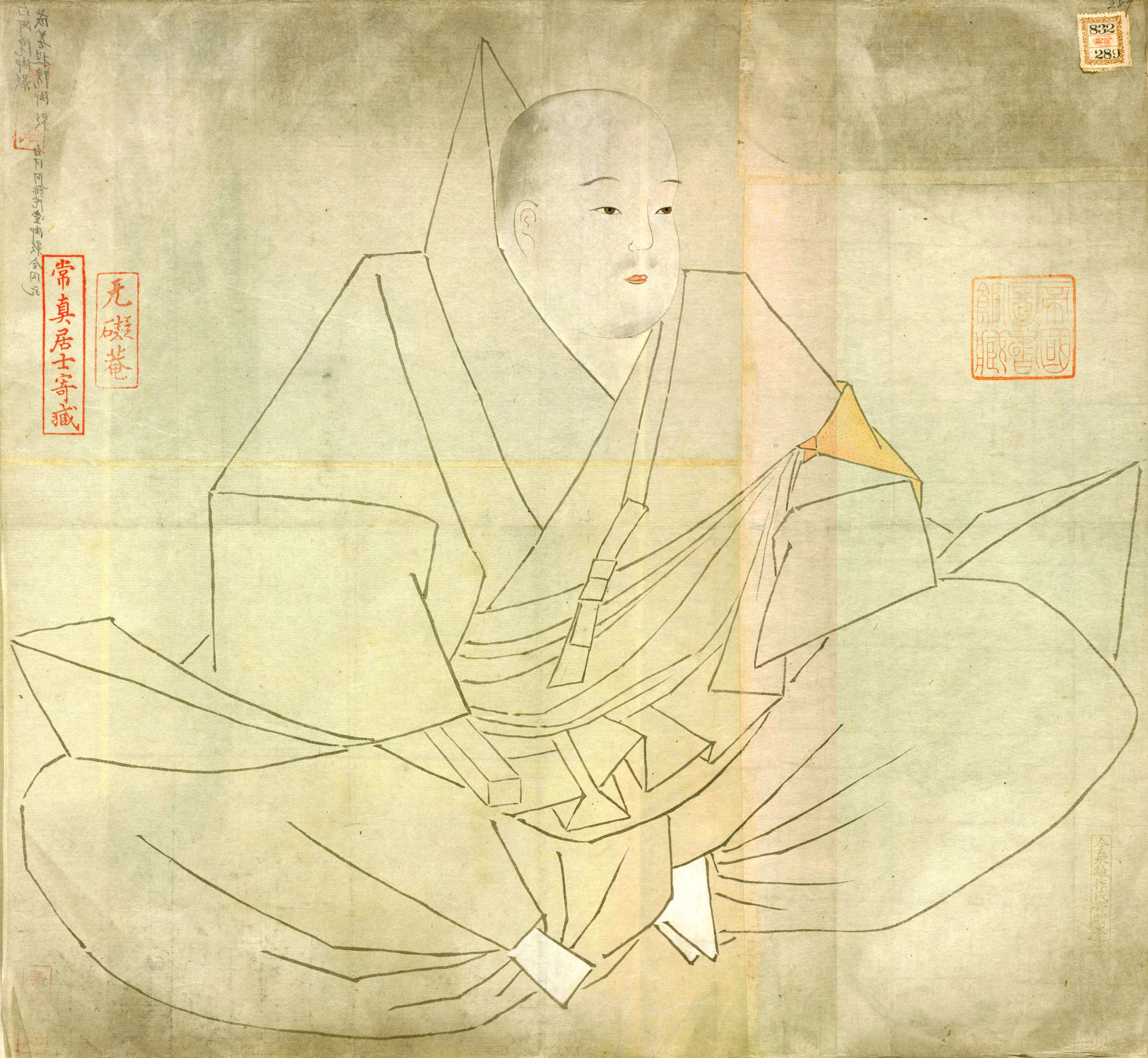
시라카와인의 어진. 세이보다이인(成菩提院) 소장

고산조 천황과 마찬가지로 시라카와 천황도, 그 생모가 셋칸케가 아닌 간인류(閑院流) 소생으로서 츄나곤 후지와라노 기미나리(藤原公成)의 딸이자 춘궁대부 후지와라노 요시노부(藤原能信)의 양녀인 뇨고(女御) 시게코(茂子)였는데, 간파쿠를 그대로 둔 채 고산조 천황처럼 친정을 행했다. 시라카와 천황은 오토쿠(應德) 3년(1086년)에 당시 여덟 살에 불과했던 친왕 요시히토(善仁, 호리카와 천황)에게 양위하고 자신은 태상천황(太上天皇)이 되었는데, 어린 군주의 후견으로서 시라카와인(白河院)이라 칭하며 양위하기 전처럼 계속 정무를 살폈다. 일반적으로 이것을 인세이의 시작으로 본다. 
호리카와 천황도 가조(嘉承) 2년(1107년)에 죽고, 네 살에 불과한 황태자가 즉위하면서(도바 천황), 다소나마 정책 수립 및 결정에 천황의 독자성이 있었던 호리카와 천황 때보다 더 확실하게 인세이는 강화되었다. 시라카와인 이후 인세이를 행했던 상황들은 모두 '치천의 군', 즉 사실상의 군주로서 군림했고 이 시기 천황은 동궁(황태자)에 불과한 신세로 전락하기에 이르렀다.
다만 시라카와 천황이 당초부터 그런, 일본 학계 및 대중에 알려진 것과 같은 인세이 체제를 의도한 것은 아니고, 어쩌다 보니 흐름이 '결과적으로' 그렇게 흘러간 것이라고 할 수 있다. 시라카와 천황의 본뜻은 왕위 계승의 안정화(라기보다도 자신의 계통에게 왕위를 독점시키는 것)에 있었다. 동생 사네히토 · 스케히토 두 친왕이 유력한 왕위 계승자 후보로 존재하고 있는 와중에, 자신의 아들 요시히토에게 양위함으로써 동생의 왕위 계승(나아가 그를 지지하는 귀족들)을 견제하려는 의도가 있었다는 것이다. 
일본의 사학자 사사키 무네오(佐々木宗雄)의 연구에 따르면 《츄유키》(中右記) 같은 당시 일본 구교들의 일기에 기록된 조정에서의 정책 결정 과정에서 시라카와 천황이 어느 시점에서 갑작스럽게 등장하여 정계의 판단자로서 활약한 것은 아니며, 오히려 처음 '인세이'를 시작했을 때에는 셋칸 후지와라노 모로자네(藤原師実)와 상담해가며 정책을 수행하였고, 호리카와 천황이 관례를 행한 뒤에는 호리카와 천황과 간파쿠 후지와라노 모로미치(藤原師通)가 협의해 정책을 펼치면서 시라카와 상황과는 상담조차 하지 않는 일이 빈번했다고 한다. 당시 오랜 기간에 걸친 셋칸 정치의 결과, 국정에 관한 정보가 셋칸에게 집중된 구조로 조정의 구도가 움직였고 따라서 국정 정보를 독점하고 있던 셋칸의 정치력은 제아무리 상황, 천황의 아버지라 해도 어떻게 해 볼 수가 없는 것이었다. 
하지만 조토쿠(承徳) 3년(1099년) 간파쿠 후지와라노 모로미치의 갑작스러운 급서로 상황은 급변한다. 모로미치의 뒤를 이은 후지와라노 다다자네(藤原忠実)는 정치적 경험이 부족했고, 이는 셋칸의 정치력 저하와 셋칸케에 의한 국정 정보의 독과점을 붕괴시키는 결과를 초래했다. 호리카와 천황은 점차 셋칸 다다자네보다 아버지 시라카와 상황에게 정치를 상담하지 않을 수 없게 된다. 여기다 호리카와 천황도 이른 나이에 세상을 떠나고 또 다시 어린 군주가 즉위하면서 결과적으로 일본 왕가의 최고 웃어른이라고 할 시라카와인에 의한 권력 집중이 성립되기에 이른다.
왕위 계승 형태로서의 부자상속제는 왕위를 이어받을 '아들'을 항시적으로 확보할 수 있는 것이 아니기에 왕통이 자칫 단절될 위험이 있었고, 반대로 많은 아들이 있다 해도 또 그들 사이에 왕위 계승을 둘러싸고 분쟁이 끊이지 않게 된다. 인세이에서는 '치천의 군'이 차기 혹은 그 다음 차기 천황을 지명할 수 있다는 점에서 비교적 안정된 왕위 계승을 실현할 수 있었고, 왕위 계승에 '치천의 군'의 뜻을 반영시킬 수도 있었다. 또한 외척 관계를 매개로 한 셋쇼, 간파쿠와는 달리 인세이는 임금의 친아버지라는 직접적인 부계 혈연에 근거한 것이었기에 전제적인 통치가 가능했다.
인세이를 행하는 상황은 자기의 정무 기관으로서 인쵸를 두고 인젠(院宣)·인쵸쿠다시부미(院廳下文) 등의 명령문서를 발급했는데, 기존의 일본 학계의 학설에서는 인쵸에서 조정의 모든 실제 정무가 이관되다시피 하여 이루어졌다고 여겨졌지만 근래에는 '비공식 사문서'(비망기)로서의 측면이 있는 상황의 인젠을 통해 인쵸에서 조정에 압력을 가하고, '인의 근신(近臣)'이라고 불리던 상황의 측근을 태정관에 파견함으로써 실질상 지휘를 맡았다는 견해가 유력해지고 있다. 이들 '인의 근신'은 상황과의 개인적인 주종 관계에 따라 출세하여 권세를 떨쳤다. 또한 상황 자신의 독자적인 군사 조직으로서 '북면의 무사'를 두는 등, 헤이시 중심의 무사 세력 등용을 도모하여 헤이시의 성장을 재촉했다. 때문에 시라카와 상황에 의한 인세이 실시를 일본 역사의 '중세'의 시작으로 보기도 한다.

#### 시라카와 인세이는 어떻게 가능했는가: '왕가의 웃어른'과 셋칸의 자가당착

조토몬인 쇼코를 그린 삽화. 《무라사키 시키부 일기》 에마키 간본에 실린 그림이다.

한편 일본의 사학자 히구치 겐타로(樋口健太郎)는 시라카와 인세이의 전제로서 당시 황태후 조토몬인(上東門院) 쇼시(彰子, 후지와라노 아키코)의 존재가 있었다고 지적한다. 후지와라노 미치나가(藤原道長)의 딸로 입궐, 이치조 천황의 황후가 되어 고이치조 천황(後一條天皇)과 고스자쿠 천황(後朱雀天皇)을 낳았으며 황태후의 자리에서 아들 고이치조 천황의 친정을 지지한 이래 그녀는 고스자쿠-고레이제이-고산조-시라카와까지 5대에 걸치는 천황의 조정에서 '웃어른'과 같은 존재로 군림했던, 일본 왕실의 '대왕대비'였다. 
천황의 대리자라고 할 수 있는 셋쇼(攝政)마저도 그 자신의 임명을 천황의 칙허만으로 행하기는 어려웠다. 셋칸케의 전성기를 쌓아올렸다고 평가되는 후지와라노 미치나가·요리미치(頼通) 부자가 셋쇼로서 정치를 보좌했던 이치조 천황은 7세, 고이치조 천황은 8세에 원복(관례)를 치르지 않은 상태에서 즉위하였는데, 판단력이 미숙한 상태에서 자신의 정치를 보좌할 셋쇼를 천황 자신의 의지로 판단하여 지목한다는 것은 거의 불가능에 가까웠고, 결과적으로 셋쇼 자신이 군주인 천황의 의사를 제치고(혹은 어린 천황을 조종해) 직접 자신의 진퇴를 판단해 결정하는 것 아니냐는 모순이 지적될 수밖에 없는 상황이었다. 후지와라노 미치나가·요리미치 부자의 셋쇼 임명은 최종적으로는 (후지와라 씨의 일원인 동시에) 일본 왕가의 웃어른이었던 '대왕대비' 조토몬인의 영지를 받고 나서야 이루어졌던 것이다. 
조토몬인 쇼시는 쇼호(承保) 원년(1074년) 10월 3일(양력 10월 25일)에 세상을 떠났다. 조토몬인 쇼시가 세상을 떠나기 1년 전에 고산조 천황이 제1황자 시라카와 천황에게 양위하고 반년 만에 세상을 떠났는데, 시라카와 천황의 친할머니로 고산조 천황의 생모였던 요메이몬인 데이시 내친왕(陽明門院禎子内親王)은 산조 천황의 딸로 후지와라 씨의 일원도 아니었던 데다, 시라카와 천황이 부왕 고산조 천황의 뜻을 어기고 이복동생 스케히토 친왕(輔仁親王)이 아닌 시라카와 천황 자신의 아들인 요시히토 친왕(善仁親王)에게 양위를 강행해 버리는 바람에 시라카와 천황과는 소원한 사이가 되어 있었다. 요시히토 친왕 즉 호리카와 천황의 어머니는 후지와라노 겐시(藤原賢子)로 미나모토노 아키후사(源顕房)의 딸로서 훗날 아버지 요리미치의 뒤를 이어 호리카와 천황의 셋칸이 되는 후지와라노 모로자네(藤原師実)의 양녀였다. 
조토몬인처럼 '후지와라 씨의 일원이면서 셋칸의 임명을 허가할 수 있는 권위를 지닌 왕가의 웃어른'이 존재하지 않는 상황에서 후지와라노 모로자네는 자신의 권위를 부여하고자 자신의 셋칸 임명에 미치나가의 선례, 즉 왕가의 웃어른(조토몬인 후지와라노 쇼시)의 영지를 받아 셋쇼가 되어 셋칸 정치를 행했던 형태를 모방해 조토몬인과 마찬가지로 왕가의 웃어른이라 할 수 있는 '태상왕' 시라카와 상황이 셋칸 임명에 관여해 줄 것을 요구했다. 대신이 셋칸으로서 임금의 정치를 보좌하는(섭정) 자격을 임명하고 승인해 줄 '왕가의 웃어른'이라는 권위를 기존의 대왕대비에서 태상왕에게 구한 것이라고 할 수 있다. 
셋칸에 대한 인사권을 행사해 그 권위를 승인하고 보증해 줄 '왕가의 웃어른'으로 후지와라노 모로자네가 선택한 시라카와 상황의 권위를 대내외적으로 높이는 것은 모로자네에게도 필수적이었다. 시라카와 천황이 재위하는 동안의 협조 관계뿐 아니라 양위하고 상황으로 물러난 뒤에도 상황의 행차에 구교들을 동원한다거나 상황으로서 거처할 인노고쇼(院御所)를 짓기 위해 여러 구니에 세금을 매기는 등 모로미치는 셋칸의 권한으로 (그 자신의 셋칸 권한을 보증해 줄) '왕가의 웃어른'의 권한 강화에 적극 협력했다. 시라카와 상황도 자신의 직속 기관인 인쵸(院廳)의 인사권을 모로자네에게 일임하는 등 모로자네를 국정의 주도자로서 인정해 주는 정책을 채택해 왔었다. 
이는 모두 셋칸의 권위 유지를 위한 고의성이 다분한 전략적인 띄워주기이기도 했다. 애초에 조정의 정치력이 모두 오랜 기간 정치 정보를 독점해 온 셋칸에게 집중되어 있는 현실에서 상황은 '왕가의 웃어른'으로서 차기 천황을 지명할 권리를 제외하고 셋칸의 필요에 따라 셋칸을 '신임 천황을 보좌하여 국정을 대행하는 자'로 지명하고 그 권위를 보증해 주는 존재 그 이상의 정치 권력을 휘두르기는 어려웠다. 셋칸으로서도 자신을 '천황의 대행자'로 승인해 줄 수 있을 만큼의 권위만을 상황에게 요구할 뿐이었고, 동시에 그러한 셋칸의 지위를 승인할 정도의 권위자로서 상황을 부각시키기 위해 '왕가의 웃어른'이라는 존재감을 드러낼 수 있게끔 지원하는 정도였다. 
그런데 엉뚱한 변수가 나왔다. 호리카와 천황의 셋칸이 된 모로자네는 간지(寛治) 8년(1094년) 자신의 적남인 모로미치에게 간파쿠(関白)를 맡게 하였는데, 모로미치가 조토쿠(承徳) 3년(1099년) 36세로 급서해 버리고, 거의 은퇴 상태였던 모로자네도 2년 뒤에 세상을 떠난다. 모로자네가 셋칸의 권위를 지키고자 고의로 떠받들고 대내외적으로 내세웠던 시라카와 상황(법황)의 권위, 조토몬인의 선례를 근거로 한 '왕가의 웃어른' 시라카와 상황(법황)의 셋칸 임명에 관한 인사권 관여, 이런 모든 장치들이 결과적으로 후지와라노 다다자네의 셋쇼 임명으로부터 시작되는(모로미치 사망 당시 다다자네는 나이도 22세로 아직 젊은 데다 관직도 곤노다이나곤으로 간파쿠 취임 요건이 갖추어지지 못한 상태였다) '치천의 군'의 셋칸 임명권을 정당화시켜 버렸다. 그전까지 셋칸이 필요에 따라서 자신의 권력 보증에 필요한 상황의 ‘명의’만 빌려 오는 정도였던 것이 하루 아침에 일변하여 이제는 셋칸의 존재와 임명 그 자체를 말 그대로 상황이 좌지우지할 수 있게 된 것이다.

### 인세이의 최전성기와 쇠퇴

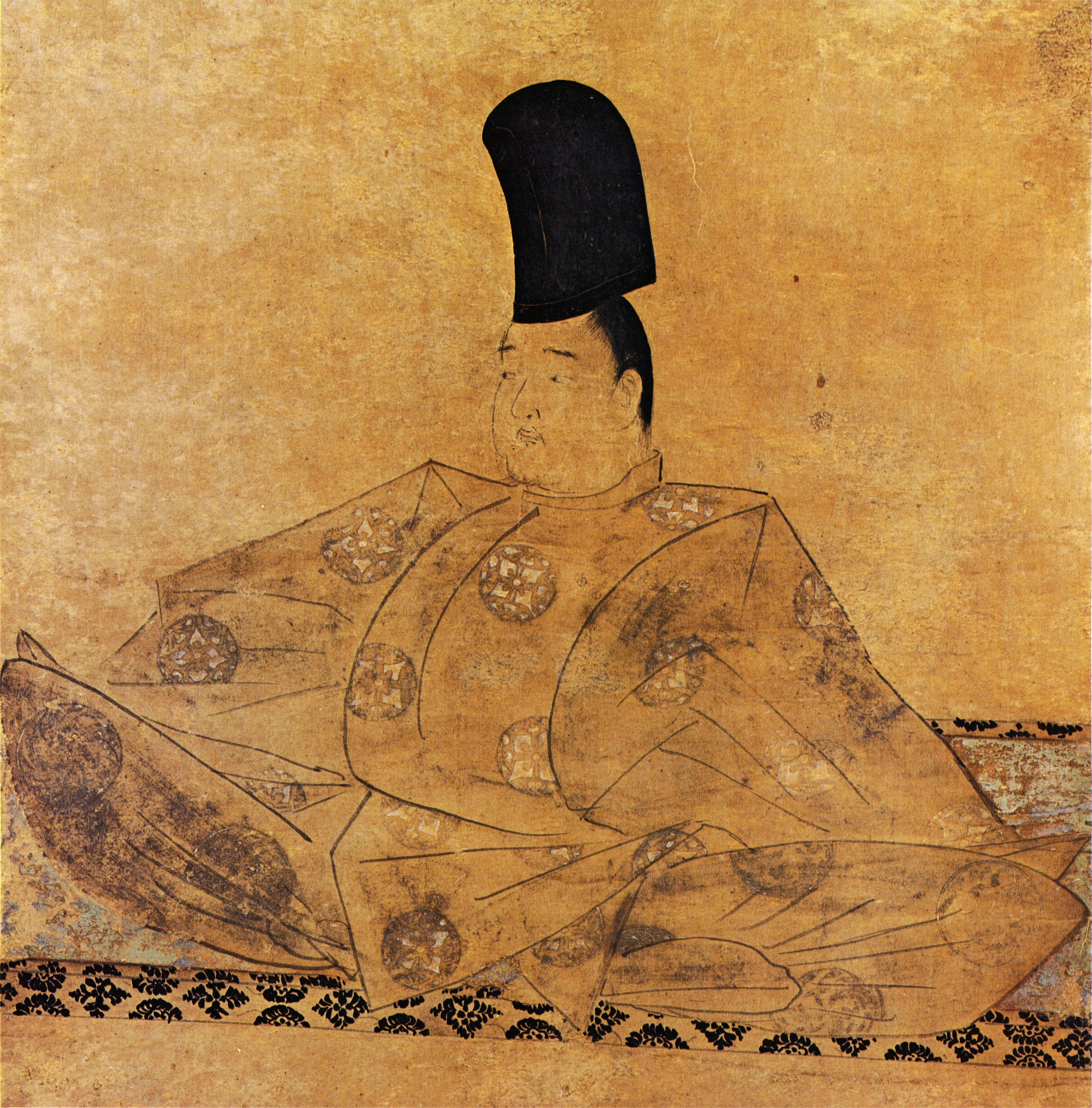
고토바인의 어진. 일본 오사카 부 미시마 군 미나세 신궁 소장

시라카와인은 도바 천황을 양위시키고 그의 제1왕자(스토쿠 천황)를 천황으로 삼은 뒤에 사망했는데, 시라카와인 다음으로 인세이를 행하게 된 도바 상황은 스토쿠 천황과 사이가 좋지 않아, 스토쿠 천황의 왕자인 시게히토 친왕이 아니라 도바 상황 자신의 총비 비후쿠몬인(美福門院) 소생의 왕자 나리히토 친왕(고노에 천황)에게 왕위를 잇게 했고, 고노에 천황 사후에는 정비 다이켄몬인(待賢門院) 소생으로 스토쿠 천황의 다른 동생인 마사히토 친왕을 지명하여 태자 책봉도 거치지 않은 채 고시라카와 천황(後白河天皇)으로 즉위하게 하였다. 도바 상황은 호겐(保元) 원년(1156년) 사망하고, 스토쿠 상황 지지파와 고시라카와 천황 지지파 사이에 벌어진 무력 충돌에서 고시라카와 천황은 승리를 거두었다(호겐의 난).
고시라카와 천황은 호겐 3년(1158년)에 아들 니조 천황(二条天皇)에게 양위하고 인세이를 시작했다. 하지만 '천황인 나야말로 정통'이라는 의식이 강했던 니조 천황이 부왕이 주도하는 인세이가 아니라 임금 자신의 친정(親政)을 지향하면서 또 한 번 조정은 고시라카와 상황 지지파와 니조 천황 지지파로 나뉘었다. 니조 천황대의 고시라카와 상황의 인세이는 그리 강고하다고 할 수 없었지만, 니조 천황이 에이만(永万) 원년(1165년) 6월 25일에 병을 이유로 나이 어린 로쿠조 천황(六条天皇)에게 양위하고 불과 한 달 뒤인 7월 28일에 세상을 떠나면서 고시라카와인의 인세이는 비로소 강화되었다. 
이후 헤이지의 난과 다이라노 기요모리(平淸盛)를 필두로 하는 헤이케 정권의 등장 및 붕괴, 지쇼 · 주에이 연간의 내란 겐페이 전쟁의 발발, 그리고 미나모토노 요리토모의 가마쿠라 막부 성립 등 무사들이 잇따라 대두하는 시대가 찾아오게 된다. 이런 와중에 고시라카와 법황은 말년에 헤이케의 수장인 다이라노 기요모리와 대립하다가 지쇼 3년(1179년) 11월의 정변으로 이궁(離宮) 도바도노(鳥羽殿)에 유폐되어 그의 인세이는 중단되고 만다(지쇼 3년의 정변). 고시라카와 법황의 원정이 중단되면서 다카쿠라 천황의 친정 체제가 성립되었지만, 다카쿠라 천황도 이듬해 지쇼 4년(1180년) 2월에 안토쿠 천황에게 양위하고 다시 다카쿠라 상황의 인세이가 시작되었다. 다카쿠라 상황이 인세이를 행하던 동안 후쿠하라 천도 등이 이루어졌지만, 병약했던 다카쿠라 상황이 후쿠하라에서 병을 얻어 교토로 돌아온 직후(1181년) 사망하고, 얼마 안 가서 헤이케의 도료(수장) 다이라노 기요모리도 죽었다. 기요모리 사후 헤이케의 도료가 된 다이라노 무네모리는 고시라카와 법황의 인세이를 부활시켰다. 이후 헤이케는 겐지의 공세에 쫓겨 교토를 떠나 서쪽으로 밀려갔고, 최종적으로 단노우라 전투의 패배로 일족이 멸망하였다. 
고시라카와 법황의 뒤를 이어 인세이를 행했던 손자 고토바 상황은 당시 가마쿠라 막부의 쇼군 미나모토노 사네토모의 암살을 호기로 삼아 가마쿠라 막부를 무너뜨리고 조정 권력의 부흥을 꾀했지만 실패했고(조큐의 난), 오히려 상황 자신마저 오키로 유배되고 조정 권력의 저하 및 싯켄(執權) 호조(北條) 집안의 정치 개입을 초래했다. 조큐의 난 이후 즉위한 고호리카와 천황의 아버지가 예외적으로 즉위는 고사하고 태자 책봉도 거친 적이 없이 당시에는 아예 승려로 출가한 상태였음에도 불구하고 태상천황 존호를 받고 인세이를 행하는(고다카쿠라인) 해괴한 사태까지 발생했다. 
조큐의 난 이후 인세이는 구게 정권의 중추로 그 역할을 다했다. 특히 조큐의 난 이후 처음으로 본격적인 인세이를 행하게 된 고사가인(後嵯峨院) 때에 인세이의 여러 제도가 정비되었는데, 고사가인은 주사(奏事, 헨칸이나 쿠로우도에 의한 상주)를 전하는 직무인 전주(傳奏)를 제도화하고, 인이 가마쿠라 막부의 효죠슈(評定衆)와 같이 상론(소송)에 관여하는 인노효죠(院評定)를 확립하는 등 원정의 기능 강화에 애썼다.
고사가인 이후 지묘인 왕통과 다이카쿠지 왕통이 서로 교대로 왕위를 계승하게 된 시대에는 실제 원정을 행하는 '치천의 군'이 천황의 아버지(혹은 할아버지·증조할아버지)여야 할 필요성이 특히 강조되었다. 지묘인 왕통의 후시미 천황이 즉위했을 때 그의 친아버지 고후카쿠사인(後深草院)이 인세이를 실시하면서 후시미 천황의 전임 천황인 다이카쿠지 왕통의 고우다 상황(後宇多上皇)이 이를 항의했지만 받아들여지지 않았고, 반대로 고우다인의 아들인 고니조 천황이 즉위했을 때에는 후시미 상황이 아닌 고니조 천황의 아버지 고우다인이 인세이를 행했다. 덧붙여 이때 후시미 상황의 태자로서 고후시미인(後伏見院)의 동생인 후쿠히토 친왕(훗날의 하나조노 천황)이 태자로 세워졌을 때 그는 고후시미인의 조카로 여겨졌다(《황년대략기》 · 《신황정통기》 등). 하나조노 천황이 즉위한 뒤에는 후시미인이 원정을 행했다가 쇼와(正和) 2년(1313년) 10월 17일에 '치천의 군'의 지위가 고후시미인에 양보되어(《일대요기》), 4년 뒤에 후시미인이 죽었을 때에도 하나조노 천황은 친아버지의 장례를 할아버지의 예로 치렀다(《마스카가미》). 이는 본래는 하나조노 천황의 형인 고후시미인이 '치천의 군'의 자격을 얻기 위해 하나조노 천황과 조카 관계를 맺었으므로 본래는 '아버지와 아들'의 관계인 후시미인과 하나조노 천황의 관계도 '할아버지와 손자'의 관계로 상정되었기 때문이다. 이는 지묘인 왕통의 사례이고, 다이카쿠지 왕통의 사례는 확실하지 않다. 이후의 지묘인 왕통에서는 치천의 군으로 예정된 사람과 왕위 계승 예정자 사이에 '숙부-조카' 관계가 맺어져 '치천의 군'과 천황 사이에 부모 자식 관계가 의제되게 되었다(고코 천황과 고묘 천황 및 나오히토 친왕, 고코마쓰인과 고하나조노 천황).
겐무 신정 시기에는 고다이고 천황이 친정을 실시하면서 인세이는 잠시 중단되었지만, 수 년 만에 북조에 의한 인세이가 부활하고 이는 무로마치 시대에까지 이어졌다. 하지만 에이쿄 5년(1433년) 고코마쓰인(後小松院)이 사망하면서 인세이는 사실상 종말을 고했다. 이후로도 상황이 천황을 후견하는 형태가 등장하긴 했지만, 어디까지나 형식상의 존재에 불과했다.

### 에도 시대에서 인세이의 금지까지
에도 시대 금중병공가제법도(禁中竝公家諸法度)를 제정한 에도 막부의 조정 개입이 본격화되어 일본에서 왕실이 정치에 개입하는 것은 불가능해졌지만, 인세이는 유지되었다. 도쿠가와 쇼군케를 외척으로 하는 메이쇼 천황(明正天皇)이 즉위한 뒤 고미즈노오 상황(後水尾上皇)에 의한 인세이가 시작되었는데, 조정에서 실권을 갖지 못한 천황을 대신해 고미즈노오 상황에게 일본 조정의 실권이 집중되었다. 여기에 레이겐 상황(靈元上皇)이 인세이를 시작하면서부터는 조정과 막부 사이에 마찰이 빚어지기도 했다. 
결국 막부는 인세이의 존재를 묵인할 수밖에 없었는데, 원래 조정의 법령 체계가 정한 범위 바깥의 구조였던 인세이를 금중병공가제법도조차도 통제할 수가 없었고, 그것은 조정을 통제하려는 막부의 통치 방식에 한계가 있음을 드러낸 꼴이었다. 

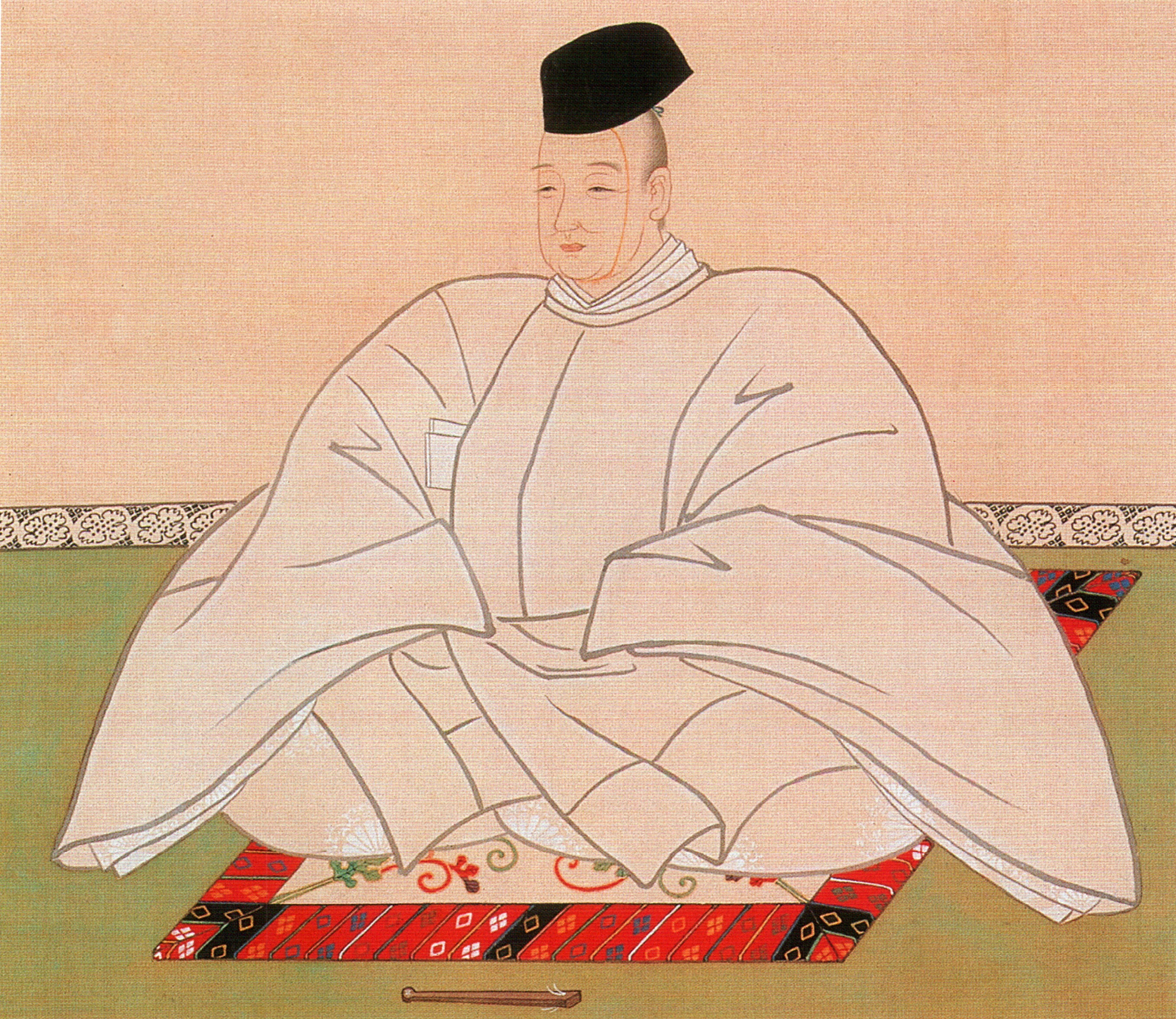
고카쿠인의 어진

에도 말기에 간인노미야(閑院宮) 출신의 고카쿠 천황(光格天皇)이 아들 닌코 천황(仁孝天皇)에게 양위하고 인세이를 행한 것이, 일본 역사에서의 마지막 인세이였다. 메이지 유신 이후, 메이지 신정부가 1899년(메이지 22년)에 제정한 옛 황실전범(皇室典範) 제10조 "천황이 붕어할 시에 황사(皇嗣)가 곧바로 즉위하여 조종의 신기를 이어받는다"(天皇崩スルトキハ皇嗣即チ践祚シ祖宗ノ神器ヲ承ク)는 조항에 의해, 임금의 생전 양위는 금지되고 오로지 임금인 천황의 승하(사망)에 의해서만 왕위 계승이 이루어지도록 명문화한 것이다. 이에 따라 인세이의 전제가 될 ‘상황’의 존재는 부정되었고, 그리고 패전 뒤인 1947년에 법률로서 제정된 일본의 현행 황실전범도 제2조에서 황위 계승의 순서, 제3조에서는 그 순서의 변경에 대한 규정을 통해 임금이 자신의 의사로 계승자를 지명할 수 없도록 했을 뿐 아니라, 제4조에서 "천황이 붕어했을 때는 황태자가 즉시 즉위한다"고 하여 왕위는 종신제이고 그 계승은 오직 임금의 사망에 의해서만 행해지도록 명시하고 있다. 이는 2019년 일본 국왕 아키히토가 생전 양위로 물러나 '상황'이 될 때까지 이어졌다. 
인세이를 부정적으로 보는 생각은 아라이 하쿠세키 같은 에도 시대 일본의 유학자들에게서도 찾아볼 수 있지만, 인세이가 이루어질 당시는 왕가(대대로 '천황'이라는 지위를 세습해온 가계)의 '당주'를 둘러싼 조직인 '조정'에서 정무를 천황이 맡든 상황이 맡든, 왕가의 '당주'가 현역으로 재위 중인가 그렇지 않은가의 차이로밖에 인식되지 않았던 것 같다. 왕가의 당주라면 굳이 현역으로 천황의 지위에 있지 않다 하더라도 조정을 주재할 수 있었으며, 은퇴했다고 해도 일단 일본 왕가의 당주인 이상 천황으로 있을 때의 지위나 권한을 잃지는 않았다는 것이다. 
그런데 메이지 시대 황실전범의 제정은 왕위 계승이 '관습'보다는 '법률'이 우선되어 이루어지게 된다는 것을 의미했고, 기존의 애매한 형태를 갖고 있던 '조정'이라는 그 본연의 자세를 부정하게 되었다. 이에 따라 종전까지 존재하지 않았던 '왕위에 있어야만 임금의 권한을 행사할 수 있다', '양위하고 은퇴한 임금은 그 지위도 권한도 사라진다'는 개념이 생겨났고, 그 후 일본인의 일반적인 원정관(觀)이나 전문가의 인세이 연구에도 영향을 주게 되었다.

## 인세이의 특수성
왕위를 양도한 자가 후계 군주의 후견으로서 실질적인 정무를 실시한다는 형태의 정치체제는 일본 독자적인 가독(家督) 제도에 유래한 것으로 여겨진다. 당주가 살아있는 동안 은거하며 가독을 다음 대에 넘겨주고 자신은 집안의 실권을 계속해서 장악한다,는 '은거'의 개념은 꽤 오래전부터 일본 땅에 있었다고 여겨지지만 구체적으로 언제부터 시작되었는지는 알지 못한다.(일본인의 사상에서 '국가' 및 '집안'의 개념이 정착해가던 야요이 시대에 확립되었다는 설도 존재한다.) 
막부의 경우에도 에도 막부를 세운 도쿠가와 이에야스가 막부의 최고 수장인 정이대장군(征夷大將軍) 자리를 도쿠가와 히데타다에게 넘겨주고 자신은 물러나 오고쇼(大御所)가 되어 히데타다의 후견 역할을 맡은 일도 인세이의 변형된 형태라고 할 수 있다. 일본에서 무가인 다이묘 집안 뿐 아니라 공가나 신직, 일반 서민의 가정 등 사회 곳곳에 이러한 '은거' 제도는 침투하고 있어, '인세이'라는 정치 체제도 결국 '은거'의 연장선에 있었다고 간주할 수도 있다. 
이러한 '은거' 제도는 일본에서밖에 존재하지 않으며, 꽤 오랜 시간을 항구적인 제도로서 존속한 것 역시 세계사적으로도 몹시 드문 것이었다고 할 수 있다. 일본 왕실을 제외하고는 조선의 태종(太宗)이나 베트남의 쩐 왕조, 혹은 남송의 효종이나 청(淸)의 건륭제(乾隆帝) 등이 보위를 후사에게 물려주고 은퇴하여 상왕이 된 경우가 있을 뿐이다. 
대부분의 군주들은 자신이 사망할 때까지 재위하며 생존 중에 은퇴하지 않았다. 동서양을 막론하고 거의 대부분의 왕정 국가가 왕위를 종신제로 하고 있어서 한 번 왕이 되면 죽을 때까지 그 자리에 앉아 있는 것이 통상적이었으며, 국왕이 당시의 실권자에 의해 권력을 잃는다던지 건강 등 국왕 본인이 뭔가 다른 결함이 있어서 정무를 더는 맡지 못해 다른 인물에게 실권을 양보하는 등의 사례는 앞에서 열거한 경우를 제외하면 일본만큼 많지는 않았다. 
구미권으로 넘어가면 이러한 현상은 더욱 희소해지는데, 신성 로마 제국 황제와 에스파냐의 국왕을 겸했던 카를 5세는 정무에 대한 피로와 병이 겹쳐 퇴위하고 나머지 일생을 수도원에서 보냈다. 또한 이렇게 한 번 양위가 이루어지고 나면 대부분은 군주로서 행사할 수 있는 국가의 실권을 대폭 포기했고, 양위 뒤에도 실권을 그대로 장악하고 있던 인세이와 같이 놓고 말할 수는 없다.
메이지 이후로는 황실전범의 시행과 함께 천황이 생전에 전위하여 상황으로 물러나는 일은 없게 되었고, 또한 급속한 서구 문물의 유입에 따라 가독 제도에 대한 일본인들의 사고방식에도 변화가 생겨 은거 제도는 차츰 힘을 잃어 결국 일본국헌법에 따라 법적으로 가독 제도와 함께 폐지된다.

## 같이 보기
- 태상천황